# 托马斯·沃顿
托马斯·沃顿（1728年1月9日—1790年5月21日）是一位英国文学史家、文学批评家和诗人，1785—1790年间任英國桂冠詩人和牛津大学布雷齐诺斯学院的卡姆登古代史教授。